# Tiro nos Jogos da Commonwealth de 2006
O tiro nos Jogos da Commonwealth de 2006 foi realizado em Melbourne, na Austrália, entre 17 e 25 de março. 
Foi dividido em quatro categorias: tiro ao prato, pistola, carabina de ar e full bore. As provas de tiro ao prato foram disputadas no Melbourne Gun Club, a pistola e a carabina de ar no Melbourne International Shooting Club e o full bore teve suas competições no Wellsford Rifle Range em Bendigo.

## Medalhistas

### Tiro ao prato
Masculino
| Evento                         | Ouro                                             | Prata                                                 | Bronze                                      |
| Fossa olímpica (simples)       | Graeme Ede NZL Nova Zelândia                     | David Beattie NIR Irlanda do Norte                    | Manavjit Singh Sandhu IND Índia             |
| Fossa olímpica (duplas)        | Michael Diamond Adam Vella AUS Austrália         | Tye Bietz Kirk Reynolds CAN Canadá                    | Trevor Boyles David Walton IOM Ilha de Man  |
| Skeet (simples)                | Georgios Achilleos CYP Chipre                    | Clive Barton AUS Austrália                            | Clayton Miller CAN Canadá                   |
| Skeet (duplas)                 | Georgios Achilleos Antonis Nikolaidis CYP Chipre | Clive Bramley Richard Brickell ENG Inglaterra         | Clive Barton George Barton AUS Austrália    |
| Fossa olímpica dublê (simples) | Rajyavardhan Singh Rathore IND Índia             | Byron Swanton RSA África do Sul                       | William Chetcuti MLT Malta                  |
| Fossa olímpica dublê (duplas)  | Russell Mark Craig Trembath AUS Austrália        | Vikram Bhatnagar Rajyavardhan Singh Rathore IND Índia | Richard Faulds Stevan Walton ENG Inglaterra |

Feminino
| Evento                         | Ouro                                           | Prata                                           | Bronze                                          |
| Fossa olímpica (simples)       | Diane Swanton RSA África do Sul                | Rebecca Madyson MLT Malta                       | Teresa Borrell NZL Nova Zelândia                |
| Fossa olímpica (duplas)        | Suzanne Balogh Deserie Baynes AUS Austrália    | Cynthia Meyer Susan Nattrass CAN Canadá         | Teresa Borrell Nadine Stanton NZL Nova Zelândia |
| Skeet (simples)                | Andri Eleftheriou CYP Chipre                   | Lauryn Mark AUS Austrália                       | Pinky Le Grelle ENG Inglaterra                  |
| Skeet (duplas)                 | Lauryn Mark Natalia Rahman AUS Austrália       | Andri Eleftheriou Louiza Theophanous CYP Chipre | Pinky Le Grelle Elena Little ENG Inglaterra     |
| Fossa olímpica dublê (simples) | Charlotte Kerwood ENG Inglaterra               | Rachel Parish ENG Inglaterra                    | Cynthia Meyer CAN Canadá                        |
| Fossa olímpica dublê (duplas)  | Charlotte Kerwood Rachel Parish ENG Inglaterra | Cynthia Meyer Susan Nattrass CAN Canadá         | nenhum                                          |

### Pistola
Masculino
| Evento                            | Ouro                                       | Prata                                     | Bronze                                             |
| Pistola de ar 10m (simples)       | Samaresh Jung IND Índia                    | Daniel Repacholi AUS Austrália            | Friedhelm Ferdinand Sack NAM Namíbia               |
| Pistola de ar 10m (duplas)        | Samaresh Jung Vivek Singh IND Índia        | Nick Baxter Mick Gault ENG Inglaterra     | David Moore Daniel Repacholi AUS Austrália         |
| Tiro rápido 25m (simples)         | Vijay Kumar IND Índia                      | Pemba Tamang IND Índia                    | Amir Hasli Izwan Bin MAS Malásia                   |
| Tiro rápido 25m (duplas)          | Vijay Kumar Pemba Tamang IND Índia         | David Chapman Bruce Favell AUS Austrália  | Metodi Igorov Yuri Movshovich CAN Canadá           |
| Pistola Centre Fire 25m (simples) | Shaw Ming On SIN Singapura                 | Gregory Yelavich NZL Nova Zelândia        | Samaresh Jung IND Índia                            |
| Pistola Centre Fire 25m (duplas)  | Samaresh Jung Jaspal Rana IND Índia        | Peter Flippant Simon Lucas ENG Inglaterra | Allan McDonald Daniel van Tonder RSA África do Sul |
| Pistola padrão 25m (simples)      | Mick Gault ENG Inglaterra                  | Irshad Ali PAK Paquistão                  | Bruce Quick AUS Austrália                          |
| Pistola padrão 25m (duplas)       | Samaresh Jung Ronak Pandit IND Índia       | David Moore Bruce Quick AUS Austrália     | Allan McDonald Daniel van Tonder RSA África do Sul |
| Pistola livre 50m (simples)       | Samaresh Jung IND Índia                    | Mick Gault ENG Inglaterra                 | Roger Daniel TRI Trinidad e Tobago                 |
| Pistola livre 50m (duplas)        | David Moore Daniel Repacholi AUS Austrália | Samaresh Jung Vivek Singh IND Índia       | Nick Baxter Mick Gault ENG Inglaterra              |

Feminino
| Evento                      | Ouro                                                 | Prata                                                   | Bronze                                      |
| Pistola de ar 10m (simples) | Lalita Yauhleuskaya AUS Austrália                    | Dina Aapandiyarova AUS Austrália                        | Kim Eagles CAN Canadá                       |
| Pistola de ar 10m (duplas)  | Dina Aspandiyarova Lalita Yauhleuskaya AUS Austrália | Joseline Lee Yean Cheah Bibiana Pei Chin Ng MAS Malásia | Georgina Geikie Julia Lydall ENG Inglaterra |
| Pistola livre 25m (simples) | Lalita Yauhleuskaya AUS Austrália                    | Sushma Rana IND Índia                                   | Kim Eagles CAN Canadá                       |
| Pistola livre 25m (duplas)  | Saroja Kumari Jhuthu Sushma Rana IND Índia           | Pamela McKenzie Lalita Yauhleuskaya AUS Austrália       | Avianna Chao Kim Eagles CAN Canadá          |

### Carabina de ar
Masculino
| Evento                               | Ouro                                  | Prata                                                 | Bronze                                         |
| Carabina de ar 10m (simples)         | Gagan Narang IND Índia                | Jin Zhang SIN Singapura                               | Abhinav Bindra IND Índia                       |
| Carabina de ar 10m (duplas)          | Abhinav Bindra Gagan Narang IND Índia | Asif Hossai Khan Md Anjan Kumer Singha BAN Bangladesh | Jun Hong Ong Jin Zhang SIN Singapura           |
| Carabina três posições 50m (simples) | Gagan Narang IND Índia                | Abhinav Bindra IND Índia                              | Ben Burge AUS Austrália                        |
| Carabina três posições 50m (duplas)  | Abhinav Bindra Gagan Narang IND Índia | Michael Brown Ben Burge AUS Austrália                 | Jason Burrage Chris Hector ENG Inglaterra      |
| Carabina deitado 50m (simples)       | David Phelps WAL País de Gales        | Mike Babb ENG Inglaterra                              | Sanjeev Rajput IND Índia                       |
| Carabina deitado 50m (duplas)        | Mike Babb Chris Hector ENG Inglaterra | Martin Sinclair Neil Stirton SCO Escócia              | Gruffudd Morgan David Phelps WAL País de Gales |

Feminino
| Evento                               | Ouro                                         | Prata                                      | Bronze                                                          |
| Carabina de ar 10m (simples)         | Tejaswini Sawant IND Índia                   | Avneet Kaur Sidhu IND Índia                | Yu Zhen Vanessa Yong SIN Singapura                              |
| Carabina de ar 10m (duplas)          | Tejaswini Sawant Avneet Kaur Sidhu IND Índia | Monica Fyfe Cynthia Hamulau CAN Canadá     | Yu Zhen Vanessa Yong Jingna Zhang SIN Singapura                 |
| Carabina três posições 50m (simples) | Anuja Jung IND Índia                         | Esmari van Reenen RSA África do Sul        | Mohamed Nur Suryani Binti MAS Malásia                           |
| Carabina três posições 50m (duplas)  | Louise Minett Becky Spicer ENG Inglaterra    | Anjali Mandar Bhagwat Anuja Jung IND Índia | Mohamed Nur Suryani Binti Baharin Nurul Hudda Binti MAS Malásia |
| Carabina deitado 50m (simples)       | Sheena Sharp SCO Escócia                     | Juliet Etherington NZL Nova Zelândia       | Johanne Brekke WAL País de Gales                                |
| Carabina deitado 50m (duplas)        | Susan Jackson Sheena Sharp SCO Escócia       | Sharon Lee Helen Spittles ENG Inglaterra   | Juliet Etherington Kathryn Mead NZL Nova Zelândia               |

### Full bore
| Evento           | Ouro                                    | Prata                                   | Bronze                                                |
| Aberto (simples) | Bruce Scott AUS Austrália               | Parag Patel ENG Inglaterra              | James Corbett AUS Austrália                           |
| Aberto (duplas)  | Glyn Barnett Parag Patel ENG Inglaterra | James Corbett Bruce Scott AUS Austrália | Md Zainal Abidin Bin Hamsan Zulkeflee Bin MAS Malásia |

## Quadro de medalhas
Dezoito delegações conquistaram medalhas:
| Ordem | País              | Medalha de ouro | Medalha de prata | Medalha de bronze | Total |
| ----- | ----------------- | --------------- | ---------------- | ----------------- | ----- |
| 1     | Índia             | 16              | 7                | 4                 | 27    |
| 2     | Austrália         | 9               | 8                | 6                 | 23    |
| 3     | Inglaterra        | 6               | 8                | 5                 | 19    |
| 4     | Chipre            | 3               | 1                |                   | 4     |
| 5     | Escócia           | 2               | 1                |                   | 3     |
| 6     | África do Sul     | 1               | 2                | 2                 | 5     |
| 7     | Nova Zelândia     | 1               | 2                | 1                 | 4     |
| 8     | Singapura         | 1               | 1                | 3                 | 5     |
| 9     | País de Gales     | 1               |                  | 2                 | 3     |
| 10    | Canadá            |                 | 4                | 6                 | 10    |
| 11    | Malásia           |                 | 1                | 4                 | 5     |
| 12    | Malta             |                 | 1                | 1                 | 2     |
| 13    | Bangladesh        |                 | 1                |                   | 1     |
| 13    | Irlanda do Norte  |                 | 1                |                   | 1     |
| 13    | Paquistão         |                 | 1                |                   | 1     |
| 16    | Ilha de Man       |                 |                  | 1                 | 1     |
| 16    | Namíbia           |                 |                  | 1                 | 1     |
| 16    | Trindade e Tobago |                 |                  | 1                 | 1     |
| TOTAL | TOTAL             | 40              | 40               | 39                | 119   |